# Прапор Морського
Прапор Морського — офіційний символ села Морське. Прапор села затверджено 21 квітня 2005 рішенням Морської сільської ради. 
Розроблений авторською групою у складі: О. Маскевич і В. Коновалов. 

## Опис
Прямокутне полотнище із співвідношенням ширини до довжини як 2:3, розділене по діагоналі з нижнього кута від древка на два рівновеликі трикутні поля; у верхньому червоному білий куманець, на якому жовте гроно винограду з двома листочками; у нижньому синьому полі біла вежа Чобан-Куле, під якою йдуть дві білі тонкі хвилясті смужки.
Проект прапора побудований на основі герба села і несе його символіку.